# Agents 355
Agents 355 er en amerikansk film fra 2022 af Simon Kinberg.

## Medvirkende
- Jessica Chastain som Mason "Mace" Browne
- Penélope Cruz som Graciela Rivera
- Fan Bingbing som Lin Mi Sheng
- Diane Kruger som Marie Schmidt
- Lupita Nyong'o som Khadijah Adiyeme
- Édgar Ramírez som Luis Rojas
- Sebastian Stan som Nick Fowler